# 深浦町立深浦中学校
深浦町立深浦中学校（ふかうらちょうりつ ふかうらちゅうがっこう）は、青森県深浦町深浦蓙野にある公立中学校。生徒数は57人（2020年現在）。

## 概要
旧大戸瀬村域を除く深浦町内を学区とする。町内で最大の中学校であるが、一級へき地学校に認定されている。

## 沿革
- 1947年（昭和22年）
  - 4月1日 - 開校[2]。当時は、深浦小学校校舎に併設されていた。
  - 4月21日 - 開校式挙行。
  - 5月1日 - 最初の入学式挙行。
- 1948年（昭和23年）12月27日 - 追良瀬（おいらせ）小学校内に本校の追良瀬冬季分校開設。
- 1949年（昭和24年）
  - 4月1日 - 追良瀬冬季分校が、通年制分校に変更される。
  - 5月1日 - 週五日制の授業開始。
  - 12月27日 - 艫作小学校内に本校の艫作（へなし）冬季分校開設。
- 1950年（昭和25年）
  - 4月1日 - 艫作冬季分校が、通年制分校に変更される。
  - 12月6日 - 長慶平小学校内に本校の長慶平（ちょうけいだいら）分校冬季分校開設。
- 1951年（昭和26年）
  - 3月31日 - 週五日制授業が廃止。
  - 4月1日 - 長慶平冬季分校が、通年制分校にへ変更される。同日、追良瀬分校が廃止される。
- 1955年（昭和30年）
  - 4月1日 - 長慶平分校が独立し、長慶平小中学校となる。
  - 12月 - 校旗樹立式挙行。
- 1956年（昭和31年）4月1日 - 艫作分校が独立し、艫作中学校となる（校舎は艫作小学校に併置）。
- 1957年（昭和32年）
  - 2月 - 校歌の発表会開催。
  - 4月 - 理科室と理科準備室を新築。
- 1958年（昭和33年）12月 - 深浦小学校松原分校内に本校の松原分校開設。
- 1959年（昭和34年）4月1日 - 松原分校が、通年制分校に変更される。
- 1961年（昭和36年）4月1日 - 艫作中学校を統合。
- 1962年（昭和37年）4月1日 - 驫木（とどろき）中学校を統合。
- 1963年（昭和38年）10月 - 理科室・理科準備室・技術室・技術準備室を増築。
- 1965年（昭和40年）4月16日 - 風合瀬（かそせ）中学校を統合する。
- 1970年（昭和45年）4月1日 - 松原分校が廃止される。松原分校から通っていた生徒は、ジープで、本校に登校していた（1974年（昭和49年）からは通学バスで登校）。
- 1972年（昭和47年）7月5日 - 新校舎の建設着工。
- 1974年（昭和49年）3月末 - 新校舎完成。
- 1995年（平成7年） - 大規模改修実施[3]。
- 2002年（平成14年）4月1日 - 長慶平小中学校を統合。
- 2020年（令和2年）1月 - 耐震改修実施[3]。
- 2022年（令和4年）4月 - 岩崎中学校を統合[4]。

## 学区
- 横磯、月屋、広戸、上長慶平、深浦、長慶平、追良瀬、風合瀬（字上砂子、中砂子、下砂子、砂子川）、舮作（へなし）、驫木。
- 2022年4月からは、岩崎地区（旧岩崎村域）も学区に含まれる。

## 周辺
- 国道101号
- JR東日本五能線深浦駅
- 吾妻川

## アクセス
- JR五能線深浦駅から、徒歩で約1km・約15分（最短ルートを移動した場合）、車で約1.6km・約3分（道路の関係でやや遠回りとなる）。
- 弘南バス深浦線「吾妻橋」バス停下車後、徒歩約760m・約12分。
  - なお、「大岩入口」バス停も直接距離では近いが、道路の関係で遠回りとなる。

## 参考資料
- 『深浦町史 下巻』（深浦町・1977年3月3日発行）491頁～494頁「第六章 教育・六 小・中学校の沿革・(一四)深浦中学校」
- 『青森県教育史 別巻』（青森県教育委員会・1973年12月20日発行）903頁「学校沿革 中学校 深浦中学校」